# 57e régiment d'artillerie
Vous pouvez aider à l'améliorer ou bien discuter des problèmes sur sa page de discussion.
- Il ne cite pas suffisamment ses sources. Vous pouvez indiquer les passages à sourcer avec {{référence nécessaire}} ou {{Référence souhaitée}}, et inclure les références utiles en les liant aux notes de bas de page. (Marqué depuis mai 2021)
- Certaines informations devraient être mieux reliées aux sources mentionnées dans la bibliographie ou les liens externes. Améliorez sa vérifiabilité en les associant par des références. (Marqué depuis mai 2021)
- Il contient une ou plusieurs listes. Le texte gagnerait à être rédigé sous la forme d’un ou plusieurs paragraphes synthétiques, afin d’être plus agréable à lire. (Marqué depuis mai 2021)
- Son texte doit être wikifié : il ne correspond pas à la mise en forme Wikipédia (style, typographie, liens internes, liens entre les wikis, etc.). (Marqué depuis mai 2021)

- Archive Wikiwix
- Bing
- Cairn
- DuckDuckGo
- E. Universalis
- Gallica
- Google
- G. Books
- G. News
- G. Scholar
- Persée
- Qwant
- (zh) Baidu
- (ru) Yandex
- (wd) trouver des œuvres sur Wikidata

Le 57e régiment d'artillerie est une ancienne unité d'artillerie française dissoute le 31 juillet 2009.

## Création et différentes dénominations
- 1911 : création du 57e régiment d'artillerie
- 1918 : renommé 57e régiment d'artillerie de campagne porté
- 1924 : devient un régiment de réserve et devient le 304e régiment d'artillerie lourde
- 1929 : dissolution du régiment
- 1939 : recréation du 57e régiment d'artillerie mixte divisionnaire
- juin 1940 : dissolution du régiment
- 1er novembre 1970 : recréation du 57e régiment d'artillerie depuis le 7e groupe d’artillerie antiaérienne de marine (7e GAAMa)[1]
- 31 juillet 2009 : dissolution du régiment

## Garnison
- 1911 - 1918 : Toulouse caserne caffarelli, transformée en partie en hôpital temporaire de septembre à décembre 1914 pour faire face à l'afflut de blessés[2] avec l'aide de la Croix-Rouge (2 photos dans le Cri de Toulouse).
- 1918 - 1929 : Vendôme
- 1939 - 1940 : Montauban
- 1970 - 10 septembre 1976 : Colmar (Quartier Walter}
- 11 septembre 1976 - 31 juillet 2009 : Bitche

## Chefs de corps
- 1911 - 22 avril 1915 : colonel Joseph Taurignac
- 25 avril 1915 - 7 janvier 1916 : lieutenant-colonel Libman (colonel le 3 juillet 1915)
- 7 janvier 1916 - : lieutenant-colonel Lavenir
- 1962 - 1963 7°GAAMa[3] COLMAR CEN Roger FLOCH
- 1963 - 1965 7°GAAMa COLMAR CEN  GLOAGUEN
- 1965 - 1966 7°GAAMa COLMAR CEN  FEREC
- 1966 - 1967 7°GAAMa COLMAR LCL Guy GLEIZES
- 1967 - 30 octobre 1970 7°GAAMa COLMAR LCL André SELMERSHEIM
- 1er novembre 1970 - 1971 : lieutenant-colonel André Selmersheim
- 1971 - 1973 : lieutenant-colonel Henri Tourangin
- 1973 - 1975 : lieutenant-colonel Michel Bourdin, finira général ** (2S)
- 1975 - 1977 : lieutenant-colonel Jacques Seignan finira général **
- 1977 - 1979 : lieutenant-colonel Jean Morville
- 1979 - 1981 : lieutenant-colonel Serge Auzanneau, finira général ** (2S) en 1988 no 2 de la STAT
- 1981 - 1983 : colonel Jacque Piallat, finira général ** (2S)
- 1983 - 1985 : colonel Pierre Mazars de Mazarin, finira général 4*, inspecteur de l'artillerie
- 1985 - 1987 : lieutenant-colonel Jean Roulin
- 1987 - 1989 : colonel Charles Corberand finira général ** (2S)
- 1989 - 1991 : colonel René Gangloff, finira en 2002 comme général ***
- 1991 - 1993 : lieutenant-colonel Patrice Mompeyssin finira en 2005 général **
- 1993 - 1995 : lieutenant-colonel Gilbert Pinel, nommé général ** (2S)
- 1995 - 1997 : colonel Stéphane Nouvel, a quitté l'institution comme colonel
- 1997 - 1999 : lieutenant-colonel Alain Touron, nommé général ** (2S) le 05/01/2010
- 1999 - 2001 : lieutenant-colonel Dominique Lacroix, général *** (2S) le 24/02/2015
- 2001 - 2003 : colonel Bruno Lafitte, nommé général ** (2S) le 01/10/2013
- 2003 - 2005 : colonel Michel Solinski, a quitté l'institution comme colonel
- 2005 - 2007 : colonel Arnaud Ladrange, général**
- 2007 - 2009 : colonel Jean-François Vasseur, a quitté l'institution comme colonel

## Première Guerre mondiale
Le 57e régiment d'artillerie, créé en 1911 à Toulouse est le régiment d'artillerie de campagne du 17e corps d'armée composé de 4 groupes de canons de 75, sous les ordres du colonel Taurignac. Le régiment reçoit[Quand ?] son étendard des mains du président de la République Armand Fallières.

### 1914

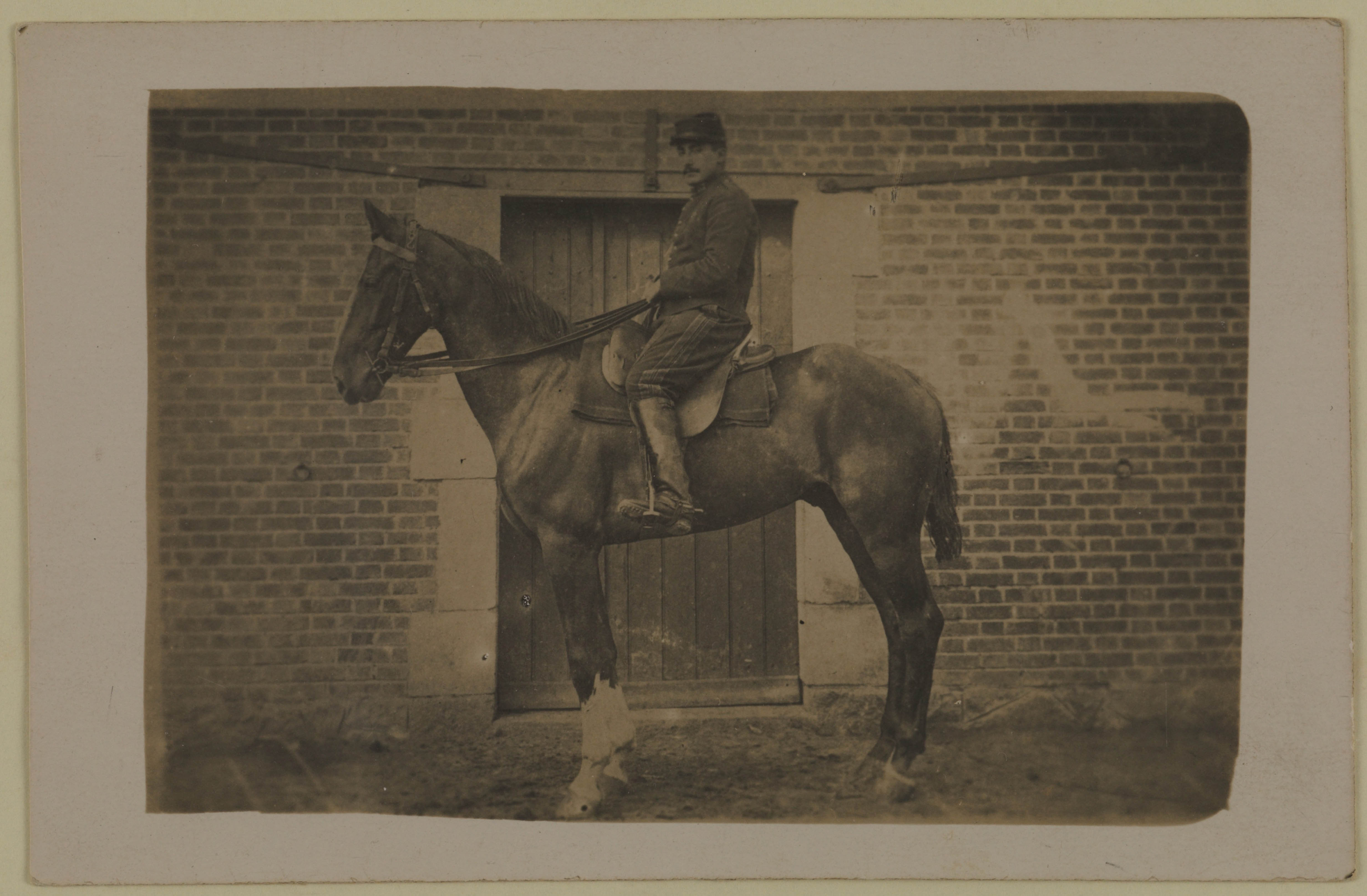
Portrait d'un artilleur du à cheval, vers 1914.

- 6 - 10 août : transport par V.F. de Toulouse vers Suippes et Valmy.
- 10 - 21 août : concentration et mouvement vers la frontière, stationnement vers Mouzon et Yoncq.
- 21 - 22 août : engagé dans la bataille des Frontières, combats de Bertrix pour les 1er et 2e groupes.
- 22 - 24 août : repli en direction du sud, cantonnement vers Remilly et Villers-devant-Mouzon. À partir de cette date et jusqu'en décembre 1914, les 1er et 3e groupes sont détachés du régiment et renforcent l'artillerie divisionnaire de la 33e division d'infanterie.
- 25 - 29 août : combats défensifs le long de la Chiers, combats d'artillerie avec des 105 allemands. Les batteries sont prises à partie par de l'infanterie et de la cavalerie allemande. Violents combats vers Raucourt et Villers-devant-Raucourt. À partir du 28 août, la retraite vers le sud se poursuit par Pauvres et Chuffilly-Roche
- 29 - 30 août : combats défensifs le long de l'Aisne, le 1er groupe subit des pertes importantes lors d'une embuscade de nuit mais réussit à sauver le matériel.
- 31 août - 5 septembre : poursuite de la retraite, le régiment atteint le camp de Mailly puis cantonne vers Dampierre-au-Temple et Vaucogne.
- 5 - 10 septembre : engagé dans la bataille de la Marne (bataille de Vitry) autour de la cote 174 et de la ferme de la Certine. Sur l'aile gauche, les batteries tirent à bout portant à des cadences importantes pour bloquer l'avancée des troupes allemandes avant l'entrée en ligne du 21e corps d'armée.
- 10 septembre - 8 décembre : poursuite des troupes allemandes et arrêt devant la butte de Mesnil et la Main de Massiges. Occupation de position au sud-ouest de Massiges, au Mesnil-lès-Hurlus.

16 septembre : soutien à une attaque française de la 34e division d'infanterie sur Perthes-lès-Hurlus sans résultat.
26 septembre : attaque allemande, les premières lignes sont enfoncées, les batteries tirent à bout portant et sont finalement dégagées par l'arrivée de renforts. À partir de cette date, les lignes allemandes sont renforcées par des lignes de fils de fer. Au début du mois d'octobre, le régiment est renforcé et formé de ses 12 batteries réglementaires et doit limiter l'usage des munitions.
- 8 décembre 1914 - 3 avril 1915 : engagé dans la première bataille de Champagne. Tirs d'efficacité sur les positions allemandes sur la cote 200. Les munitions sont en quantité mais sont de plus mauvaise qualité, premier éclatement de canon le 20 décembre 1914.

6 janvier 1915 : prise du village de Perthes-lès-Hurlus.
7 - 8 janvier : repousse par son tir une contre-attaque allemande.
février : formation d'une 13e batterie formée de mortiers. À partir du 16 février, le régiment est en soutien des attaques dirigées contre le Trou Bricot.
mars : occupation de position sur la route reliant Suippes à Perthes.

### 1915
- 3 - 22 avril : retrait du front, repos dans la région de Bar-le-Duc, vers Hargeville-sur-Chée et Seigneulles.
- 22 - 30 avril : transport par V.F. de Revigny au sud-est d'Amiens, le long de la Noye.
- 1er mai - 14 juillet : engagé dans la bataille de l'Artois, les 3e et 4e groupes sont rattachés à la 70e division d'infanterie et soutiennent les attaques sur Carency le 9 mai ; puis à partir du 13 mai, réalisent des tirs sur les positions du cabaret rouge, de la sucrerie de Souchez et participent à la prise de Ablain-Saint-Nazaire le 21 mai. Les 1er et 2e groupes participent aux attaques au nord d'Arras sur le glacis de Thélus, malgré la débauche de tirs la progression des troupes françaises est pratiquement nulle du fait de l'absence d'artillerie lourde.

juin - juillet : duel d'artillerie avec l'artillerie allemande qui se renforce en artillerie lourde, le régiment est localisé pour partie près de la Scarpe au sud de Sainte-Catherine. Les positions du régiment sont bombardées régulièrement par des obus de gros calibres.
- 14 juillet - 20 septembre : les 2e et 3e groupes sont retirés du régiment pour former l'artillerie divisionnaire de la 132e division d'infanterie. Les deux groupes restant préparent le terrain en vue de l'offensive.
- 20 - 29 septembre : engagé dans la bataille de l'Artois, début du bombardement le 20 septembre, les Allemands réagissent et contre-battent les batteries du régiment. Soutien de la progression vers Roclincourt. Le 1er groupe est envoyé ensuite du nord d'Arras dans la région de Bailleulval, le 3e groupe est stationné vers Dainville pour couvrir Beaurains et la cote 105.
- 30 septembre 1915 - 3 mars 1916 : occupation du secteur précité, bombardement allemand occasionnel.

### 1916
- 3 - 7 mars : retrait du front, mouvement dans la vallée de l'Authie vers Auxi-le-Chateau. Puis transport par V.F. en Lorraine.
- 7 - 27 mars : stationnement du régiment vers Flavigny-sur-Moselle pour le 1er groupe et Frolois pour le 3e groupe.
- 27 mars - 24 avril : organisation d'un secteur vers Serres et Hoéville. Puis à partir du 9 avril, mouvement de rocade et organisation d'un nouveau secteur vers Erbéviller-sur-Amezule et Champenoux.
- 24 avril - 9 mai : transport par V.F. de Jarville-la-Malgrange vers Châlons-en-Champagne, renforce l'artillerie du 2e corps de cavalerie dans la région de Prosnes.Groupe de six artilleurs d'un des groupes du 57e RAC détachés à la 132e DI, mi-1916 (futur 257e RAC).

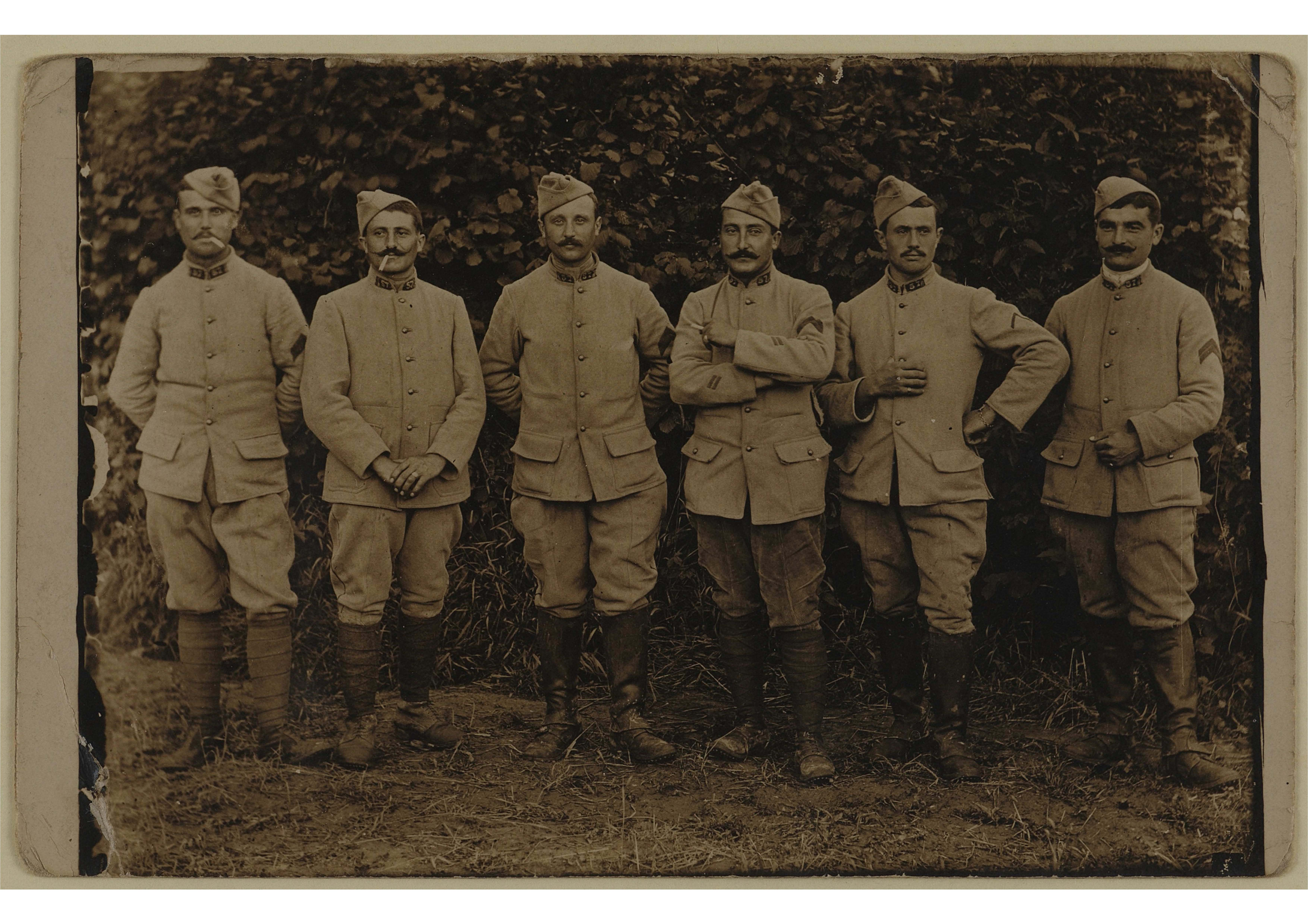
Groupe de six artilleurs d'un des groupes du détachés à la, mi-1916 (futur).

- 9 mai - novembre : rattaché au 17e corps d'arme devant la butte de Mesnil, occupation d'un secteur calme du balcon entre Minaucourt et Le Mesnil-lès-Hurlus. Bombardement occasionnel des batteries de 90 et de 95 du régiment.

23 août : violent bombardement de la 2e batterie.
fin novembre : le 4e groupe est retiré du régiment pour former sur le front de Macédoine l'artillerie divisionnaire d'une division coloniale.
- novembre - 31 décembre : occupation du même secteur.

### 1917
- 1er janvier - 23 mars : occupation d'un secteur dans la région de Moronvilliers.

31 janvier : attaque allemande aux gaz par nappe sur un front d'une douzaine de kilomètres.
6 - 9 mars : tirs de bouleversement de brèches sur le front du régiment, soutien de l'attaque de la brigade russe sur Auberive.
20 mars : bombardement allemand par 300 obus d'obusier de 150 sur la 3e batterie sans dommages majeurs.
- 24 mars - 4 avril : relevé par le 18e régiment d'artillerie ; mouvement de rocade, occupation d'un secteur vers Sept-Saulx. Durant cette période, le régiment est renforcé par le 5e groupe du 31e régiment d'artillerie, tous les canons sont remplacés par des canons de 75.
- 4 avril - 3 mai : stationnement du régiment dans la région de Prosnes. À partir du 7 avril, début de la préparation d'artillerie par des tirs d'accrochages et de brèches.

14 - 16 avril : augmentation du nombre de brèches, tirs de bouleversement et tirs importants avec des obus à gaz.
17 avril : engagé dans la bataille des monts de Champagne, participation au barrage roulant. Stationnement du 2e groupe dans les environs de Prosnes.
19 avril : soutient les troupes de la 34e division d'infanterie devant une contre-attaque allemande.
20 avril : soutient la 45e division d'infanterie devant une contre-attaque allemande et des mitraillages par des avions allemands.
26 - 29 avril : nouveaux bombardements prélude à une attaque française sur les monts de Champagne ; contre-batterie de l'artillerie allemande avec des obusiers de 210 et des canons de 150.
30 avril : nouvelle attaque française sur les monts.
1er - 2 mai : contre-attaques allemandes repoussées par des tirs de barrages.
- 3 mai - 27 juin : mouvement de rocade, après 24 h de repos, le régiment est déployé vers Thuisy et vers le carrefour de la Plaine entre Prosnes et Sept-Saulx pour renforcer l'artillerie du 10e corps d'armée. Engagé dans les opérations sur le mont Cornillet ; violents duels d'artillerie durant cette période avec l'artillerie allemande.
- 28 juin - 5 novembre : retrait du front, transport en Lorraine. Occupation d'un secteur dans la région de Saint-Mihiel. Le 1er groupe soutient un coup de main du 19 au 23 août en bombardant par des tirs d'efficacité et par 2 000 obus toxiques des positions vers le camp des Romains. À partir du 30 juillet, le 2e groupe est détaché du régiment pour renforcer l'artillerie de la division marocaine ; engagé dans la bataille de Verdun pour soutenir l'attaque sur le ruisseau de Forges.

14 - 27 septembre : retrait du front du 2e groupe repos dans la région de Grimaucourt. Puis occupation de position vers le village de Forges.
- 5 - 20 novembre : retrait du front, regroupement des deux groupes du régiment, repos dans la région de Pretz-en-Argonne.
- 21 novembre 1917 - 10 janvier 1918 : mouvement vers Verdun, occupation d'un secteur au bois de la Bèche et au ravin de la Caillette pour le 1er groupe ; carrefour reliant Bras au fort de Douaumont et la route de Fleury pour le 2e groupe. Les deux groupes doivent faire barrage à toute attaque allemande entre le bois Le Chaume et la cote 329. Tirs de harcèlement allemande continuel.

27 décembre : attaque allemande forte de deux bataillons, repoussée en partie par les tirs de barrages du régiment.
5 janvier 1918 : coup de main allemand repoussé. Au cours de son séjour à Verdun, le régiment a tiré environ 57 000 coups de canons.

### 1918
- 10 - 26 janvier : relevé par le 260e régiment d'artillerie, mouvement de rocade et occupation d'un secteur vers le fort de Souville et la batterie de l'Hôpital pour protéger Hardaumont, Vaux, Bezonveaux.
- 26 janvier - 21 mars : retrait du front, mouvement par étapes du camp de la Béholle vers Saint-Dizier, cantonnement à Chancenay pour le 1er groupe et Baudonvilliers pour le 2e groupe. À partir du 1er février, le régiment est transformé en régiment porté, sous l'appellation de 57e régiment d'artillerie de campagne porté. Le régiment est constitué en trois groupes de trois batteries ; instructions.
- 21 mars - 6 avril : mouvement vers le front, relève du 29e régiment d'artillerie occupation d'un secteur sur la rive gauche de la Meuse sur le front de Verdun pour appuyer le 260e régiment d'infanterie vers Malancourt.
- 6 - 27 avril : relevé par le 238e régiment d'artillerie, retrait du front. Le régiment est intégré à la réserve du Quartier Général, transport par camions par Courtisols, Trélou-sur-Marne, Pont-Sainte-Maxence ; poursuite de l'instruction.
- 27 avril - 6 juillet : mouvement vers la Belgique pour soutenir l'aile droite de l'armée belge. Occupation d'un secteur vers Boezinge, Elverdinge et Woesten.

10 juin : le régiment cesse de faire partie du 17e corps d'armée pour intégrer la 5e division d'artillerie de la Réserve Générale d'Artillerie.
- 6 - 14 juillet : retrait du front, transport par camions dans la région de Noailles.
- 14 - 20 juillet : engagé dans la bataille du Soissonnais en soutien du 69e régiment d'infanterie de la 11e division d'infanterie vers Vic-sur-Aisne, sud-est de Ressons-le-Long. Le 18 juillet tir d'efficacité sur toute la ligne de front du régiment.

19 juillet : progression du régiment qui occupe des positions à 1,5 km au sud d'Ambleny et 2 km à l'est de Laversine.
- 21 juillet - 23 août : mouvement de rocade, le régiment se positionne au nord de l'Aisne et est rattaché au 18e corps d'armée.

21 juillet : durant la nuit, le régiment est bombardé par l'aviation allemande. Jusqu'au 15 août, les trois groupes du régiment changent régulièrement de position pour soutenir l'infanterie, pas d'engagement majeur durant cette période.
17 août : soutien d'une attaque locale de la 55e division d'infanterie qui enlève la première ligne allemande et fait progresser la ligne de front de 800 mètres.
20 août : soutien de l'attaque française de la 48e division d'infanterie qui accompagnée de chars Renault progresse vers Nampcel, prise de la dernière ligne de défense vers Blérancourdelle.
21 août : avancée des groupes d'artillerie en avant de Blérancourdelle, vers 13 h Blérancourt est pris. Le régiment s'installe alors à 2 km au sud-est du village. Le 23 août, la division atteint les berges du canal de l'Ailette.
- 23 - 28 août : organisation du terrain conquis vers Selens, duels violents d'artillerie avec de nombreux tirs d'obus à ypérite.
- 28 août - 8 septembre : mouvement de rocade, occupation d'un secteur vers Trosly-Loire. Soutien de l'attaque française visant le franchissement de l'Ailette et du canal de l'Ailette. La forêt de Coucy est atteinte et ne peut être prise par l'infanterie. Duel d'artillerie les jours suivants accompagné d'attaque au sol de l'aviation allemande. À partir du 2 septembre, le régiment est rattaché à la 11e division d'infanterie qui poursuit les combats dans la forêt de Coucy.

7 septembre : franchissement de l'Ailette et stationnement autour de Folembray, la grippe fait son apparition au régiment.
- 8 septembre - 5 octobre : évacuation du front devant l'augmentation de cas de grippe ; repos dans la région de Vaudoy-en-Brie et de Pécy illustrant en particulier sur l'Ailette affluent de l'Oise, où il obtient une deuxième citation à l'ordre de l'armée le 14 décembre 1918.
- 5 - 11 octobre : transport par camions par Cugny, Beaucourt-sur-l'Ancre et Saint-Quentin, le régiment est mis à la disposition de la 60e division d'infanterie, progression en direction de Mont-d'Origny.
- 12 octobre - 11 novembre : poursuite des troupes allemandes au-delà de la Serre. Du 12 au 18 octobre, soutien des combats autour de Mont-d'Origny.

24 octobre : nombreux barrages roulants pour soutenir des attaques d'infanterie française.
27 - 28 octobre : mouvement de rocade, occupation d'un secteur vers Hauteville, puis vers Noyales.
28 octobre - 4 novembre : préparatifs d'offensive.
4 novembre : barrage roulant pour permettre le franchissement de l'Oise, capture de Lesquielles-Saint-Germain par la 164e division d'infanterie, puis passage de l'Oise à Tupigny ; progression ralentie par la présence de mines et la destruction des routes.
À la fin des hostilités de la Première Guerre mondiale, ses personnels totaliseront 245 citations, 14 Légions d'honneur et 6 Médailles militaires. Aux noms de Vitry 1914, Les Monts de Champagne 1917, L'Ailette 1918, qui ornent en lettres d'or son étendard, s'ajoutera encore le souvenir des derniers combats de Crimée auxquels participeront trois de ses batteries.

## L'Entre-deux-guerres
Stationné en Rhénanie dès 1919, le régiment se verra remettre des mains du général Mangin la fourragère aux couleurs du ruban de la Croix de guerre 1914-1918.
Regroupé pour la deuxième fois à Vendôme, le régiment reçoit l'appellation de 304e régiment d'artillerie lourde pour être dissous en 1929.

## Seconde Guerre mondiale
Comme le rappelle la croix languedocienne de son insigne le 57e RA est mobilisé à Montauban le 11 septembre 1939 comme régiment d'artillerie mixte divisionnaire, avec trois groupes de canons de 75, un groupe de canons de 155 C et une batterie de 75 utilisés en antichar. Il part combattre à Mulhouse et Bâle. Après avoir appuyé de ses feux la 67e division d'infanterie au sud du Doubs devant Altkirch, puis dans le Jura en juin 1940, il ne se rendra pas et ne sera dissous qu'après l'armistice après avoir détruit son matériel.

## Après guerre
Par changement d'appellation du 7e groupe d'artillerie antiaérienne de marine (7e GAAMa), le 57e RA est recréé le 1er novembre 1970 à Colmar, en tant que régiment d'artillerie sol-air de la 7e division blindée ; il reste installé au Quartier Walter. Outre une batterie de commandement et des services, une batterie d'instruction, le régiment comprend deux batteries équipées du canon de 40 mm Bofors tracté par GMC et une batterie équipée du bitube de 30 mm (AMX-13). Le 11 septembre 1976, le 57e régiment d'artillerie, étendard déployé derrière son chef de corps, le lieutenant-colonel Seignan, fait son entrée à Bitche et s'installe au Quartier Pagézy qu'il occupera jusqu'à sa dissolution en 2009.
Régiment d'artillerie sol-air du 1er corps d'armée (Metz) il passe sous commandement du 3e corps d'armée (Lille) après la dissolution de celui-là (1er juillet 1990). C'est à Bitche que sa modernisation s'effectua avec l'arrivée des véhicules de l'avant blindé (VAB), du système d'arme sol-air Roland temps clair qui remplacera le canon de 40 mm des 2e et 3e batteries, puis du Roland tout temps qui fera perdre ses bitubes de 30 mm à la 1re batterie et armera la 4e batterie de tir à sa création. Enfin, le 1er juillet 1992, est créée la 5e batterie équipée du système d'arme Mistral. C'est lors de la dissolution du 53e RA, en 1997, que sont reversés les Roland temps clair, pour être remplacés par une partie des Roland tout temps du 53e et du 58e RA lors de sa dissolution en 2001.
En 1998 a été créée la 4e batterie en tant que batterie parachutiste (personnels venant en partie du 35e régiment d'artillerie parachutiste) et les batteries du régiment prendront la forme que nous connaissons à l'heure actuelle. Création de la 6e batterie (Roland / Mistral) en 2003.

### Organisation du régiment entre 2000 et 2008
Entre février et septembre 2001, il intègre le dernier contingent d'appelés lorrains et alsaciens, constitué de 11 hommes (la 01/02). Ils feront le dernier service militaire de ce régiment, l'annonce de fin de service annoncée par Jacques Chirac en 1996, devenue effective tout à la fin du mois de juin 2001 rendra ces hommes à la vie civile fin septembre 2001[réf. nécessaire][pertinence contestée].
À l'été 2003, le régiment s'est réorganisé. Outre une augmentation de ses effectifs, deux nouvelles batteries sont créées. La batterie de base et d'instruction est transformée en batterie d'administration et de soutien. Le régiment compte donc à cette date neuf batteries, dont une parachutiste (B4) ainsi qu'une batterie de réserve (la 5e batterie comptant environ 110 hommes).
- 1re batterie : la première batterie de tir est une batterie dotée du missile de très courte portée sol-air MISTRAL. Elle s’oriente désormais vers une spécialisation pour le combat en montagne. Partis en Côte d’Ivoire au cours de l’année 2006 les hommes de la B1 stationnent en Guyane durant l’été 2007.
- 2e batterie : la deuxième batterie de tir est une batterie dotée du missile de très courte portée sol-air MISTRAL. Après un séjour à Djibouti en 2006 la batterie est partie en Côte d’Ivoire pour une mission de quatre mois dans le cadre de l’opération Licorne d’octobre 2006 à février 2007, puis est engagée à Paris dans le cadre de Vigipirate en septembre 2007. Elle est déployée au Liban en protection des éléments français de la FINUL de mai à septembre 2008.
- 3e batterie : la troisième batterie de tir est une batterie elle aussi dotée du missile de très courte portée sol-air MISTRAL. Engagée en Nouvelle-Calédonie au sein du RIMAP-NC en 2005. Elle est l’élément meneur du détachement LOT en Bosnie dès novembre 2007 pour une mission de 6 mois dans les Balkans.

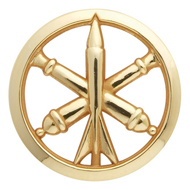
Insigne de béret d'artillerie

- 4e batterie : la quatrième batterie est l’unité parachutiste du 57e RA. Dotée du système d’arme très courte portée MISTRAL monté sur VLRA cette unité est la seule batterie apte à fournir par la troisième dimension la protection sol-air de toute force projetée. La batterie est déployée au Liban fin 2007 puis en Guyane en protection du centre spatial guyanais pour le premier trimestre 2008.
- 5e batterie : la cinquième batterie est la batterie de réserve du régiment, elle remplit de réelles fonctions opérationnelles avec notamment l’engagement d’une section complète dans le cadre de l’opération Vigipirate pendant les étés 2006, 2007, et 2008.
- La BCL (Batterie de Commandement et de Logistique) forte de ses mécaniciens et maintenanciers assure le soutien de tous les modules engagés en opérations.
- La BAS (Batterie d’Administration et de Soutien) assure le soutien dans le domaine matériel et administratif mais également celui du camp de Bitche. La BAS est en outre responsable de l’incorporation et de la formation de toutes les jeunes recrues engagées au 57e RA.
- La BDO (Batterie des Opérations) fournit les moyens matériels et humains pour armer les postes de commandement de groupement dans le cadre des projections. Elle regroupe en particulier tous les moyens de commandement (transmissions et SIC) nécessaires à la conduite des opérations.
- La BC (Batterie de Camp) est responsable du fonctionnement du camp de Bitche depuis l’été 2000, elle assure également le soutien des troupes en manœuvre sur le camp.

En juillet 2008 : annonce de la dissolution du régiment par le président de la République dans le cadre de la restructuration des Armées.
- Le 57e régiment d'artillerie est officiellement dissous en date du 31 juillet 2009.
- Ses 4 batteries de tir sont transférées dans 4 régiments prestigieux d'artillerie sol-sol :
  - La première batterie est transférée au 93e régiment d'artillerie de montagne de Varces.
  - La deuxième Batterie est transférée au 68erégiment d'artillerie d'Afrique de La Valbonne.
  - La troisième batterie est transférée au 11e régiment d'artillerie de marine de La Lande d'Ouée.
  - La quatrième batterie (parachutiste) est transférée au 35e régiment d'artillerie parachutiste de Tarbes.

### Les missions
Le régiment appartient à la Brigade d'artillerie et sa mission est d'assurer la protection antiaérienne des forces engagées.
Grâce au système d'armes Mistral, les unités du 57e RA défendent contre des attaques provenant de la troisième dimension (avions, hélicoptères, drones) les zones d'engagement des unités interarmes, les sites vulnérables, et les unités elles-mêmes, quelles soient en stationnement ou en mouvement.
Récemment engagé au Liban et en Côte d'Ivoire, le régiment assure également des missions de courte durée en Guyane et à Djibouti.
Il mène en outre régulièrement des exercices avec l'armée de l'air, à l'étranger (campagne de tir en Turquie, exercices conjoints avec des forces européennes) et assume des missions de sécurité intérieure (Vigipirate).

### Projections 2006-2008

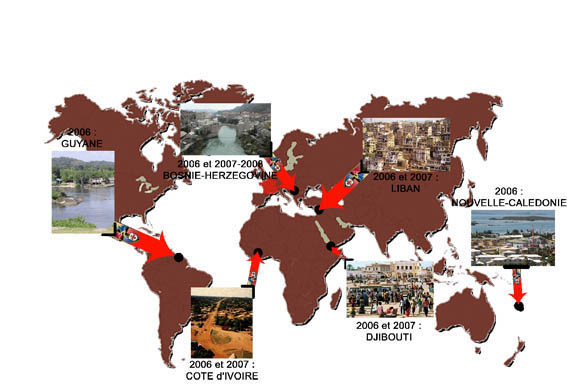
Projection 2006-2007 du 57e R.A.

400 hommes et femmes par an depuis 2005, sur 4 continents et près de dix théâtres.

### Les matériels
Le 40mm Bofors

L'AMX bitube de 30mm

Le poste de tir ROLAND courte portée Temps clair (sur chassis AMX30) et Tout Temps (sur chassis AMX30 et carol)

#### Le poste de tir MISTRAL
- Mission :

Il est destiné à assurer la défense antiaérienne de points particuliers et de zones limitées. Il est équipé d'une caméra et d'un système d'identification d'aéronef. Ce système fait de la section MISTRAL une unité de tir sol-air capable d'intervenir rapidement et avec efficacité quel que soit le cadre d'emploi, en tous lieux, de jour et de nuit.
- Mise en œuvre :

Ce missile est servi par un chef de pièce et un pointeur-tireur. D'une longueur de 1,98 m, le MISTRAL se compose d'un missile de 19 kg et d'un tube de lancement de 5 kg ainsi que d'une charge militaire à billes de 3 kg. C'est un missile de type tire et oublie d'un calibre de 90 mm. Sa portée de tir varie entre 600 m, avec un plafond de cible limité à 3 000 m. La vitesse du missile est de Mach 2,5.

#### Véhicule de l'avant blindé T 20/13

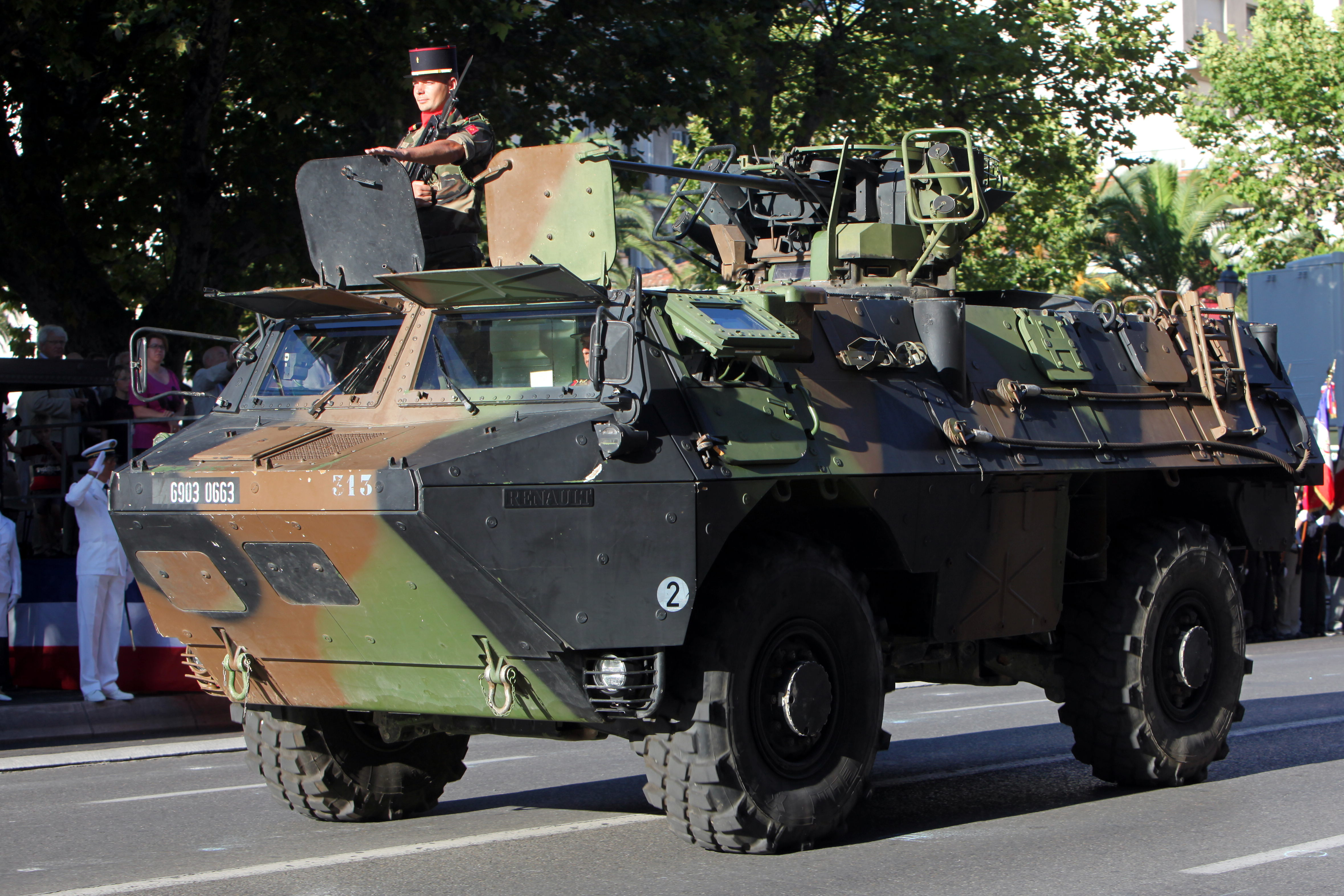
Un VAB T20/13 en 2013.

Le tourelleau T20-13 est destiné à équiper des véhicules chargés de la lutte contre l'infanterie et les blindés légers ainsi que pour l'autodéfense contre les aéronefs volant en basse altitude. Le combat peut se dérouler en ambiance normale ou NBC.
- Armement principal :

L'armement principal est un canon mitrailleur de 20 mm, le CN-MIT 20 F2, à double alimentation, tirant des obus perforants sous-calibrés et des obus explosifs. Le canon mitrailleur de 20 mm modèle F2 (CN-MIT 20 F2) est une arme collective lourde automatique pouvant effectuer du tir au coup par coup ou par rafales. Munie d'un système à double alimentation, elle est montée sur un véhicule porteur ou sur un affût et est destinée au combat contre le personnel, les engins blindés légers et les avions volant à basse altitude
- Mission principale :

Sa mission principale est de participer à la lutte anti-aérienne toutes armes intervenant à partir de 1 500 m, suivant les règles d'ouverture du feu en vigueur, contre tout aéronef ennemi procédant ou non à une attaque aérienne à basse ou très basse altitude.
- Mission secondaire :

Sa mission secondaire est de participer à la manœuvre au sol, en prenant à partie les engins blindés légers jusqu'à 1 000 m, le personnel à découvert, jusqu'à 2 000 m dans le but au mieux de les détruire, au minimum de les neutraliser

#### NC1 / MARTHA
La rédaction de la FCMR du programme MARTHA étape 1 est terminée en 1993. Le contrat de développement est lancé en juillet 1996. En décembre 1996, la décision de réutiliser des sous-ensembles des stations SAMANTHA pour la réalisation des NC1 30 et NC1 40 est prise par l’État-major de l'armée de terre (EMAT). Les premiers essais de qualification du prototype du NC1 30 débutent mi-avril 1999. La mission du NC1 30 est de relier la section à la chaîne de coordination dans la troisième dimension et de coordonner les feux des pièces MISTRAL.
- Généralités :

Le NC1 30 est composé de deux véhicules, un véhicule principal, un véhicule d’accompagnement. L’équipage est de quatre hommes (un chef de centre, un opérateur de coordination, deux conducteurs).
- Véhicule principal :

Reprenant l’allure générale du centre d’alerte et de coordination SAMANTHA, le véhicule principal a subi quelques modifications mineures. Il s’agit, en particulier, de l’adjonction de moyens de localisation et d’orientation automatique ainsi que de la mise en place d’un nouveau calculateur. Le système est intégré dans un abri technique mobile (ATM), ex SAMANTHA, normalisé de 15 pieds et pourvu de coins ISO permettant sa fixation rapide sur les porteurs de type ACMAT 6.50 SH et RVI 200 x 13 équipés de twist-locks.
Il comprend : 
un radar 2630 P identique à celui du SAMANTHA,
deux compartiments techniques,
un local opérationnel.
- Véhicule d'accompagnement :

Dans la phase étape 1 du programme MARTHA, le véhicule d’accompagnement est utilisé en tant que support de moyens de communication (deux PR4G).
Dans la phase étape 2 du programme MARTHA, ce véhicule fait l’objet d’une nouvelle définition intégrant le moyen de communication MIDS qui permet la mise en œuvre de la Liaison 16.

## Faits d'armes inscrits sur l'étendard

Le revers de l'étendard du d'artillerie.

Il porte, cousues en lettres d'or dans ses plis, les inscriptions suivantes :
- Vitry 1914
- Les Monts 1917
- L'Ailette 1918

## Décorations
Sa cravate est décorée de la Croix de guerre 1914-1918 avec deux citations à l'ordre de l'armée. Il a le droit au port de la fourragère aux couleurs du ruban de la Croix de guerre 1914-1918.

## Devise
« Tocos y se gausos » : sa devise (identique à celle du 59e régiment d'infanterie) qui veut dire « touches y si tu l'oses ».

## Sources et bibliographie
- Historique de l'artillerie française, H. Kauffert.
- Historique du 57e régiment d'artillerie pendant la guerre 1914-1919, Vendôme, H. Chartier, 1920, 93 p., lire en ligne sur Gallica.
- Historique des 57e, 257e et 267e régiments d'artillerie (guerre 1914-1918) et du 57e régiment d'artillerie (guerre 1939-1940), Toulouse, Imprimerie Casta, 446 p..